# دون فلويد
دون فلويد (بالإنجليزية: Don Floyd)‏ هو لاعب كرة قدم أمريكية أمريكي، ولد في 10 يوليو 1938 في أبيلين في الولايات المتحدة، وتوفي في 9 مارس 1980 في رايموندفيل في الولايات المتحدة.

## وصلات خارجية
- دون فلويد على موقع مرجع كرة القدم المحترفة.كوم (الإنجليزية)